# Liste der Ehrenbürger von Seßlach
Die Ehrenbürgerwürde ist die höchste kommunale Auszeichnung der oberfränkischen Stadt Seßlach.
Bislang wurden 5 Personen zu Ehrenbürgern ernannt.
Hinweis: Die Auflistung erfolgt chronologisch nach Datum der Zuerkennung.

## Die Ehrenbürger der Stadt Seßlach
1. Konrad Hartig (1864–1948)
Lehrer und Heimatforscher
Verleihung 1948
Hartig kam 1897 nach Seßlach und war bis 1928 Hauptlehrer an der Volksschule. Er erforschte die Seßlacher Geschichte und veröffentlichte seine Ergebnisse in einem Buch. Der Platz zwischen Rathaus und Kirche ist nach ihm benannt.
2. Joseph Otto Kolb (1881–1955)
Erzbischof von Bamberg
Verleihung 1948
Kolb wurde in Seßlach geboren. Das Geburtshaus (Nr. 74) stand zwischen Gasthof Krone und Bornschlegel und ist 1905 abgebrannt. Er besuchte die Volksschule in Seßlach, bevor er an das Priesterseminar in Bamberg wechselte. Dort wurde er 1935 zum Weihbischof ernannt. Von 1943 bis 1955 war er Erzbischof von Bamberg. Im Seßlacher Neubaugebiet ist eine Straße nach ihm benannt.
3. Hans Reiser (1881–1968)
Heimatpfleger
Verleihung 1951
Reiser war lange Jahre Gebietsobmann des Frankenbundes für Oberfranken und setzte sich als Heimatpfleger in starkem Maße für den Erhalt seiner Geburtsstadt ein.
4. Philomena Ochsenkühn (1894–1990)
Niederbronner Ordensschwester
Verleihung 1983
Schwester Philomena kam 1960 nach Seßlach und pflegte in der Flenderschen Spitalstiftung alte und schwache Menschen. 1983 verabschiedete sie sich aus Seßlach und kehrte in ihr Mutterhaus zurück.
5. Theodard Völkl (1912–1988)
Niederbronner Ordensschwester
Verleihung 1983
Schwester Theodard kam 1966 nach Seßlach, wo sie gemeinsam mit Schwester Philomena das Altenheim der Flenderschen Spitalstiftung leitete. Mit ihrer Verabschiedung 1983 ging die fast 100-jährige Tradition des Niederbronner Ordens in Seßlach zu Ende.